# Germagnat
Germagnat is een plaats en voormalige gemeente in het Franse departement Ain in de regio Auvergne-Rhône-Alpes en telt 92 inwoners (1999). De oppervlakte bedraagt 9,6 km², de bevolkingsdichtheid is 9,6 inwoners per km². Germagnat is op 1 januari 2017 gefuseerd met de gemeente Chavannes-sur-Suran tot de gemeente Nivigne et Suran. 

## Demografie
Onderstaande figuur toont het verloop van het inwoneraantal van Germagnat vanaf 1962.
Vanwege een beveiligingsprobleem met de MediaWiki Graph-software is het momenteel niet mogelijk deze grafiek weer te geven. Zodra de software is bijgewerkt zal de grafiek vanzelf weer zichtbaar worden.

## Monumenten
In de gemeente Germagnat bevinden zich de ruïnes van het kasteel van Toulongeon.